# جمال اجلالی
جمال اجلالی (۲۰ خرداد ۱۳۲۶ – ۸ تیر ۱۴۰۴) بازیگر تئاتر، سینما و تلویزیون اهل ایران بود.

## زندگی‌نامه
اجلالی از همان دوران کودکی، با هنر آشنا شد و سپس با رتبه دورقمی در دانشکده هنرهای زیبا در رشته بازیگری تئاتر پذیرفته شد و فعالیت رسمی خودش را آغاز کرد. حمید سمندریان در کشف استعداد او نقش به سزایی داشت و جمال اجلالی در سال ۱۳۶۸ در تنها فیلم سینمائی او - تمام وسوسه‌های زمین - بازی کرد و همچنین با بازی در تئاترهای «مرغ دریایی» (۱۳۵۶)، «ازدواج آقای می‌سی‌سی‌پی» (۱۳۶۸) و «دایره گچی قفقازی» (۱۳۷۷) جایگاه خود را در تئاتر ایران تثبیت نمود. اما به یکباره در آن سال‌ها، این بازیگر رو به فراموشی رفت؛ به طوریکه بعد از ۷ سال، فیلمی سینمایی ۱۳۷۹ - آبی با بازی او به پرده‌های سینما رفت. همچنین بازی وی در نقش یک پزشک معتاد در فیلم آرایش غلیظ در سال ۹۲ مورد تحسین قرار گرفت.

## آثار

### سینما
- دم‌سرخ‌ها (۱۳۹۶)
- تابو (۱۳۹۳)
- جامه‌دران (۱۳۹۳)
- گینس (۱۳۹۳)
- آرایش غلیظ (۱۳۹۲)
- باد در علفزار می‌پیچد (۱۳۸۶)
- آبی (۱۳۷۹)
- مدرسه پیرمردها (۱۳۷۰)
- تمام وسوسه‌های زمین (۱۳۶۸)

### تلویزیون
| سال       | نام                            | سمت    | کارگردان         | توضیحات                                     |
| --------- | ------------------------------ | ------ | ---------------- | ------------------------------------------- |
| ۱۳۹۹      | سرباز                          | بازیگر | هادی مقدم‌دوست    | شبکه ۳                                      |
| ۱۳۹۷      | سر دلبران                      | بازیگر | محمدحسین لطیفی   | شبکه ۱                                      |
| ۱۳۹۳      | خط                             | بازیگر | عباس رنجبر       | شبکه ۳                                      |
| ۱۳۹۲      | تله‌فیلم «آخرین زمزمه»          | بازیگر | سجاد شهریاری     |                                             |
| ۱۳۹۰      | شیدایی                         | بازیگر | محمدمهدی عسگرپور |                                             |
| ۱۳۸۹–۱۳۹۰ | توطئه فامیلی                   | بازیگر | رامبد جوان       | شبکه ۱                                      |
| ۱۳۸۸      | تله‌فیلم «جویندگان صندوقچه طلا» | بازیگر | حسین تبریزی      | در عید فطر ۱۳۸۸ از شبکه ۲ پخش شد.           |
| ۱۳۸۸      | خداحافظ بچه‌ها                  | بازیگر | خسرو معصومی      | این سریال در آغاز «چهارسوق خاطره» نام داشت. |
| ۱۳۸۷–۱۳۸۸ | بچه‌های بهشت                    | بازیگر | خسرو معصومی      | در دهه فجر ۱۳۸۹ از شبکه ۲ پخش شد.           |
| ۱۳۸۶      | تله‌فیلم «یارش»                 | بازیگر | محمدهادی نامور   | شبکه ۱                                      |
| ۱۳۸۵      | بایرام                         | بازیگر | مسعود نوابی      | در نوروز ۱۳۸۶ از شبکه تهران پخش شد.         |
| ۱۳۸۴      | برای آخرین بار                 | بازیگر | اکبر منصورفلاح   | شبکه تهران                                  |
| ۱۳۸۰–۱۳۸۱ | با من بمان                     | بازیگر | حمید لبخنده      | شبکه ۳                                      |
| ۱۳۸۰–۱۳۸۱ | سیب ترش                        | بازیگر | خسرو معصومی      | شبکه ۲                                      |
| ۱۳۷۹      | مسافر                          | بازیگر | سیروس مقدم       | شبکه تهران                                  |
| ۱۳۷۷      | در قلب من                      | بازیگر | حمید لبخنده      | شبکه ۳                                      |
| ۱۳۷۴–۱۳۷۵ | حکایت میرزا یحیی               | بازیگر | حمید لبخنده      | در نوروز ۱۳۷۵ از شبکه ۲ پخش شد.             |